# Dayton (Washington)
Pour les articles homonymes, voir Dayton.
La ville de Dayton est le siège du comté de Columbia, situé dans l'État de Washington, aux États-Unis. Sa population s’élevait à 2 526 habitants lors du recensement de 2010.

## Histoire
Dayton a été fondée dans les années 1860.